# Коновалова, Ирина Вадимовна
Коновалова Ирина Вадимовна (18 апреля 1933, Казань — 14 августа 2016) — советский и российский химик, заслуженный профессор Казанского университета, заслуженный деятель науки Российской Федерации. В 1972—1987 декан химического факультета, специалист в области органической химии.

## Биография
Окончила химический факультет Казанского университета, а в 1956 году — аспирантуру по специализации на кафедре синтетического каучука.
Учёные степени и звания. Кандидат химических наук (1961). Тема: «Присоединение неполных эфиров кислот фосфора к непредельным электрофильным соединениям и непредельным углеводородам», научный руководитель профессор А. Н. Пудовик. Доктор химических наук (1972). Тема: «Реакции производных трёх- и четырёх координированного атома фосфора с карбонильными соединениями, активированными электроноакцепторными заместителями». Профессор (1975).
Работа в университете. Младший научный сотрудник (1960), ассистент, доцент, профессор кафедры синтетического каучука (ныне кафедра высокомолекулярных и элементоорганических соединений). В 1972—1987 годах — декан химического факультета.
Область научных интересов. Химия элементоорганических соединений, проблемы синтеза и реакционной способности соединений трёх-, четырёх- и пяти координированного атома фосфора, создание новых типов ациклических и гетероциклических фосфорорганических соединений. Имеет более 40 авторских свидетельств.

## Почётные звания и награды
Заслуженный деятель науки Татарской АССР. Заслуженный деятель науки Российской Федерации. Заслуженный профессор Казанского университета (2004).
Награждена орденом «Знак почёта», медалями «За трудовую доблесть», «За доблестный труд. В ознаменование 100-летия со дня рождения В. И. Ленина», «Ветеран труда».

## Основные труды
- Аркадий Николаевич Пудовик. Казань, 2002.
- В соавторстве. Реакции присоединения фосфорсодержащих соединений с подвижным атомом водорода // Реакции и методы исследования органических соединений. М., 1968. Кн. 19; Реакции производных кислот трехвалентного фосфора с электрофильными реагентами // Реакции и методы исследования органических соединений. М., 1973. Кн. 23; Реакция Пудовика. Казань, 1991; Р-функционализированныефосфораны в реакциях присоединения // Журнал общей химии. 1996. Т. 66, вып. 3; Фторалкоксипроизводные трёхвалентного фосфора: синтез и реакционная способность // Успехи химии. 1996. Т. 65, вып. 11; Реакция 2-R-4-оксо 5, 6-бензо-1, 2, 3-диокса-фосфанов с хлоралем и бромалем. Рентгеноструктурный анализ 1, 4, 2-дилокса-фосфепинов // Журнал общей химии. 1998. Т. 68, вып. 7.

## Общественная работа
Член научно-методического совета по химии Минвуза СССР. Член президиума Татарского республиканского правления Русского химического общества им. Д. И. Менделеева. В течение ряда лет председатель, заместитель председателя Совета по защите кандидатских диссертаций, учёный секретарь Совета по защите докторских диссертаций по химическим наукам при Казанском университете.